# Bataille de la Gudiña
Guerre de Succession d'Espagne
Batailles
Campagnes de Flandre et du Rhin
- Landau (1702)
- Friedlingen (1702)
- Kehl (1703)
- Ekeren (1703)
- Höchstädt (1703)
- Spire (1703)
- Schellenberg (Donauworth) (1704)
- Blenheim (1704)
- Landau (1704)
- Vieux-Brisach (1704)
- Eliksem (1705)
- Ramillies (1706)
- Stollhofen (1707)
- Cap Béveziers (1707)
- Cap Lizard (1707)
- Audenarde (1708)
- Wynendaele (1708)
- Lille (1708)
- Gand (1708)
- Malplaquet (1709)
- Douai (1710)
- Bouchain (1711)
- Denain (1712)
- Bouchain (1712)
- Douai (1712)
- Landau (1713)
- Fribourg (1713)

Campagnes d'Italie
- Carpi (1701)
- Chiari (1701)
- Crémone (1702)
- Luzzara (1702)
- Verceil (1704)
- Cassano (1705)
- Nice (1705-1706)
- Calcinato (1706)
- Turin (1706)
- Castiglione (1706)
- Toulon (1707)
- Gaeta (1707)
- Cesana (1708)
- Syracuse (1710)

Campagnes d'Espagne et de Portugal
- Cadix (1702)
- Vigo (navale 1702)
- Cap de la Roque (1703)
- Gibraltar (août 1704)
- Ceuta (1704) (es)
- Málaga (1704)
- Gibraltar (1704-1705)
- Marbella (1705)
- Montjuïc (1705)
- Barcelone (1705)
- Badajoz (1705)
- Barcelone (1706)
- Murcie (1706) (es)
- El Albujón (1706) (es)
- Santa Cruz de Ténérife (1706) (en)
- Almansa (1707)
- Xàtiva (1707)
- Ciudad Rodrigo (1707) (en)
- Lérida (1707)
- Tortosa (1708)
- Minorque (1708)
- Gudiña (1709)
- Almenar (1710)
- Saragosse (1710)
- Brihuega (1710)
- Villaviciosa (1710)
- Barcelone (1713-1714)

Campagnes de Hongrie
- Saint-Gotthard (1703) (en)
- Biskupice (1704) (en)
- Smolenice (1704) (en)
- Koroncó (1704) (en)
- Zsibó (1705) (en)
- Saint-Gotthard (1705) (en)
- Trenčín (1708) (en)

Antilles et Amérique du sud
- Santa Marta (1702)
- Guadeloupe (1703)
- Nassau (1703)
- Colonia del Sacramento (1704)
- Carthagène (1708)
- Rio (1710)
- Carthagène (1711)
- Rio (1711)
- Cassard (1712)

La bataille de la Gudiña est un conflit militaire de la Guerre de Succession d'Espagne, qui se déroula le 7 mai 1709, dans la plaine de la Gudiña, près de Campo Maior sur les rives de la rivière Caya, et vit s'affronter une armée anglo-portugaise, qui faisait mouvement depuis le Portugal en direction de Madrid, à une armée espagnole, qui en sortit vainqueur.

## Contexte
Après la défaite à la bataille d'Almansa, la situation britannique était mauvaise. Les Britanniques ne sont plus présents que dans le nord-est de l'Espagne. Henri de Massué, comte de Galway, presse Londres d'envoyer des renforts, et l'Angleterre envoie 25 000 nouveaux soldats en Espagne. Les troupes de meilleure qualité sont envoyées au Portugal, sous les ordres du comte de Galway lui-même, et le reste en Catalogne.
Au Portugal, Galway se réunit avec le Dom António Luís de Sousa, 2e marquis des Minas, afin de préparer l'avance sur Madrid. Mais pour cela, ils doivent d'abord capturer la ville de Badajoz. Lord Galway avait déjà essayé par deux fois de capturer la ville par le passé, sans succès. Cette fois-ci, il ne prend pas de risque, et avance avec une puissante armée, plus puissante que ce que les Espagnols peuvent lui opposer. Ceux-ci combattent à présent seuls, car Louis XIV a retiré ses troupes pour combattre en France au vu des défaites qu'il subissait sur le continent.
L'armée anglo-portugaise franchit la frontière, forte de 20 000 Portugais et 8 000 Anglais, près de la forteresse de Campo Mayor, en direction de Badajoz. Pendant que son énorme train d'approvisionnement traverse la rivière Caya, près de Campo Maior, l'armée anglo-portugaise entre en contact dans la plaine de la Gudiña avec les avant-gardes de la cavalerie espagnole.

## La bataille
Les Espagnols qui, malgré leur infériorité numérique, cherchaient la bataille, s'approchèrent de la plaine, en avançant leur cavalerie qui occupa une position nommée l'Atalaya del Rey.
Les Anglo-Portugais, qui avaient jeté neuf ponts pour traverser la rivière Caya, se déployèrent face aux Espagnols. Au centre étaient déployées les troupes du marquis de Fronteira, mais ses troupes ne parvenaient pas à voir l'infanterie espagnole, car celle-ci n'était pas encore arrivée sur le champ de bataille, contrairement à la cavalerie. Sur le flanc gauche, la première ligne était commandée par le comte de São João, et en deuxième ligne étaient positionnés les Anglais sous les ordres de Henri de Massué, avec 3 régiments britanniques. Les Anglo-Portugais étirèrent cette aile, pour profiter de leur supériorité numérique, et déborder l'aile adverse espagnole.
Après plusieurs attaques destinées à attirer les forces anglo-portugaises, le marquis du Bay ordonna au marquis d'Aytona, qui commandait la cavalerie du flanc droit, d'attaquer les Portugais de la première ligne. L'attaque vit s'imposer la cavalerie espagnole, bien entraînée et très expérimentée. Les Portugais prirent la fuite. Le comte de São João tenta de les réorganiser, mais échoua et fut capturé. La cavalerie espagnole captura également une batterie d'artillerie ennemie.
Lord Galway lança alors une contre-attaque afin de reprendre la batterie avec ses 3 régiments. Les dragons espagnols mirent pied à terre, et engagèrent les Anglais, qui s'avançaient imprudemment, alors que la cavalerie espagnole avait la maîtrise du terrain. Les Anglais tentèrent de se replier sur un bâtiment. Lord Galway monta alors sur un cheval et prit la fuite. Lord Barrymore et le général Pearce furent capturés. Les 3 régiments furent quasiment anéantis, leurs intégrants étant morts ou prisonniers. La cavalerie espagnole poursuivit également les fuyards de l'aile gauche anglo-portugaise, en tuant 1 500 et en capturant 1 000.
La première ligne de l'aile droite anglo-portugaise prit la fuite, ainsi que la seconde ligne.
Le centre allié, qui n'avait plus de cavalerie, prit également la fuite, avant même que l'infanterie espagnole n'arrive sur le terrain. Il laissa sur le terrain tout le matériel, tous les canons et repassa la rivière Caya, sans même détruire les ponts derrière son passage, et ne se sauva qu’avec peine à Campo Maior.

## Conséquences
Les Portugais et les Britanniques ont été sévèrement vaincus, avec la perte d'environ 1 700 hommes tués ou blessés, environ 2 300 prisonniers, 17 canons, 15 couleurs ou étendards, ainsi que des tentes et des bagages. Les Espagnols ayant eu environ 400 hommes, et 100 chevaux, tués ou blessés.
Sur les 2 300 prisonniers, le plus grand nombre, environ 1 500, étaient des troupes de la reine Anne, et le reste, soit 800, étaient portugais. Les officiers britanniques les plus haut gradés faits prisonniers étaient le major-général James Barry , 4e comte de Barrymore, Nicholas Sankey ; le brigadier-général Thomas Pearce ; le 2e colonel du régiment de Galway, avec le major Thomas Gordon de ce corps ; le lieutenant-colonel Henry Meredith du régiment du colonel Thomas Stanwix et Lord Henry Pawlet, aide de camp du comte de Galway ; ce dernier noble, (malheureux ici comme à Almansa) après avoir eu un cheval abattu sous lui, ne s'échappa que difficilement.
Les Alliés furent donc déçus des préparatifs qu'ils avaient faits, de pouvoir, par leur supériorité numérique, capturer Badajoz, et eurent la mortification supplémentaire de voir plus de 30 lieues du territoire portugais mis à contribution par le marquis de Bay, qui a fait vivre son armée aux dépens de ses adversaires, à la fin de cette campagne.
Leurs renseignements en provenance du Portugal paraissaient si généralement déshonorants pour les Britanniques, qu'un annaliste londonien contemporain dit : conduite, semble-t-il. La victoire, qui a conduit à des résultats si satisfaisants pour Philippe V d'Espagne, le brigadier Henry Crofton avec son régiment de dragons de 4 escadrons, était dans la 1ère ligne de l'aile droite espagnole de cavalerie, dont la charge impétueuse, sur leurs adversaires portugais, il est précisé, que "toute la cavalerie des 2 lignes de gauche ennemie fut, en moins d'une demi-heure, brisée, renversée et mise en fuite."